# Petrovac (Leskovac)
Pour les articles homonymes, voir Petrovac.
Petrovac (en serbe cyrillique : Петровац) est un village de Serbie situé sur le territoire de la ville de Leskovac, district de Jablanica. Au recensement de 2011, il comptait 146 habitants.

## Démographie
| 1948 | 1953 | 1961 | 1971 | 1981 | 1991 | 2002 | 2011 |
| ---- | ---- | ---- | ---- | ---- | ---- | ---- | ---- |
| 116  | 124  | 124  | 133  | 139  | 132  | 108  | 146  |

|  |